# Arctia nigrociliata
Arctia nigrociliata är en fjärilsart som beskrevs av Hoffmann 1912. Arctia nigrociliata ingår i släktet Arctia och familjen björnspinnare. Inga underarter finns listade i Catalogue of Life.